# Ribagorzské hrabství
Ribagorzské hrabství (aragonsky Condato de Ribagorza, katalánsky Comtat de Ribagorça, latinsky Comitatus Ripacurtiae) byl v době 9. až 16. století stát na Pyrenejském poloostrově, konkrétně na severovýchodě moderní Aragonie a severozápadní části Katalánska, na území jižně od Pyrenejí. Hrabství Ribagorza (nebo Ribagorça) bylo založeno v době španělské reconquisty, kdy se vlády ujala místní dynastie. Ribagorská dynastie vládla zemi do roku 1043, poté byla Ribagorza pod nadvládou aragonských králů, roku 1322 se moci ujala druhá ribagorzská dynastie (1322–1425) a poté opět panovníci Aragonie (1425–1469). Po zbylé období (1469–1598) patřila Ribagorza vévodům z Villahermosy. Sídlo hrabat se nacházelo ve městě Benabarre, dalšími významnými městy byly Benasque, Graus a Pont de Suert. Později byla Ribagorza připojena k Navarrskému království a poté se stala součástí Aragonské koruny.